# 第十一代馬爾博羅公爵約翰·史賓賽-邱吉爾
第十一代馬爾博羅公爵約翰·史賓賽-邱吉爾（英語：John George Vanderbilt Henry Spencer-Churchill, 11th Duke of Marlborough，1926年4月13日—2014年10月16日），英國貴族，第十代公爵的長子。

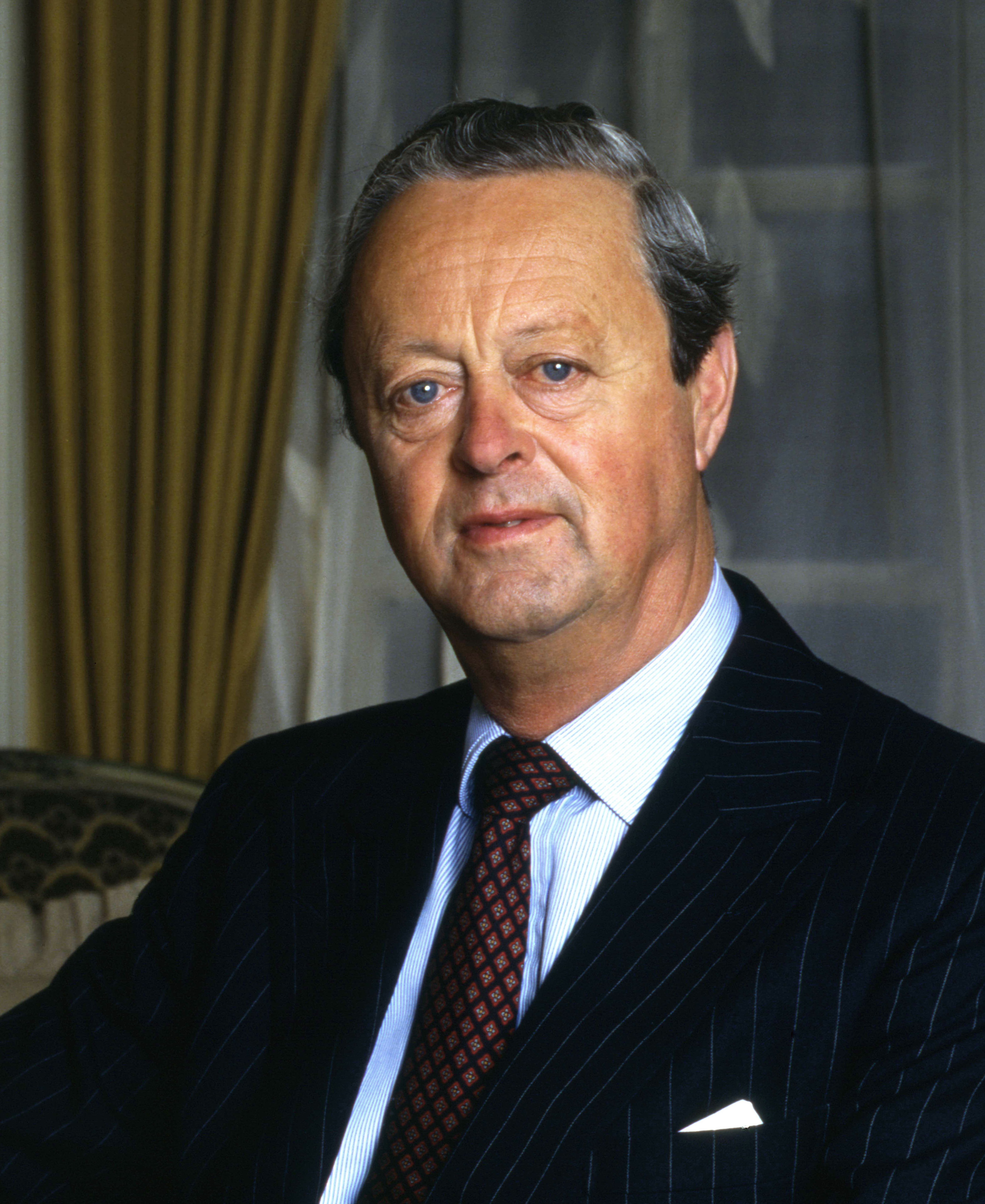

## 家庭
1951年，約翰·史賓賽-邱吉爾和蘇珊·瑪麗·霍恩比（Susan Mary Hornby）結婚，兩人共有2子1女：
1. 約翰（1952年—1955年），夭折
2. 詹姆斯（1955年出生）
3. 亨麗埃塔（英语：Lady Henrietta Spencer-Churchill）（1958年出生）

1972年，約翰·史賓賽-邱吉爾和羅希塔·道格拉斯結婚，兩人共有1子1女：
1. 愛德華（1974年出生）
2. 亞歷珊德拉（1977年出生）